# سوزان بیانکو
سوزان بیانکو (انگلیسی: Suzannah Bianco؛ زادهٔ ۱۵ مه ۱۹۷۳) شناگر شنای موزون اهل ایالات متحده آمریکا بود.
وی در مسابقات کشوری و بین‌المللی در مجموع برندهٔ ۲ مدال طلا شده‌است.